# Фернандо Форестьєрі
Фернандо Форестьєрі (італ. Fernando Forestieri, нар. 15 січня 1990, Росаріо) — італійський футболіст аргентинського походження, нападник малайзійського клубу «Джохор Дарул Тазім».
Виступав за молодіжну збірну Італії.

## Клубна кар'єра
Народився 15 січня 1990 року в аргентинському Росаріо. Вихованець юнацької команди клубу «Бока Хуніорс», а 2005 року був запрошений до академії італійського «Дженоа».
В сезоні 2006/07 дебютував за головну команду генузького клубу у Серії B, після чого на умовах оренди півтора роки провів у «Сієні» і ще півроку у «Віченці».
У липні 2009 року на умовах спільного володіння за 1,5 мільйони євро приєднався до «Удінезе», звідки відразу ж був орендований на сезон іспанською «Малагою». Згодом також на орендних умовах грав у другому італійському дивізіоні за «Емполі» та «Барі».
31 серпня 2012 року був орендований англійським друголіговим «Вотфордом». За півроку англійці викупили контракт гравця і уклали з ним контракт на 5,5 років. В сезоні 2014/15 допоміг «Вотфорду» здобути підвищення у класі, однак в іграх англійської Прем'єр-ліги так і не дебютував, оскільки невдовзі після початку наступного сезону перейшов до «Шеффілд Венсдей», з яким уклав чотирирічний контракт. Загалом відіграв за цю команду п'ять сезонів у Чемпіонаті Футбольної ліги, поступово втративши стабільне місце у її основному складі.
Влітку 2020 року черговий контракт Форестьєрі з англійським клубом завершився, а 8 вересня того ж року він повернувся до «Удінезе», з яким на правах вільного агента уклав дворічну угоду. Відіграв за цю команду півтора сезони, здебільшого в статусі резервного гравця.
На початку 2022 року знайшов варіант подовження кар'єри в Малайзії, приєднавшись до лав команди «Джохор Дарул Тазім».

## Виступи за збірні
2006 року дебютував у складі юнацької збірної Італії (U-17), загалом на юнацькому рівні за команди різних вікових категорій взяв участь у 24 іграх, відзначившись 9 забитими голами.
Протягом 2011–2012 років провів дві гри у складі молодіжної збірної Італії.

## Статистика виступів

### Статистика клубних виступів
Станом на 2 жовтня 2022
| Сезон                       | Команда                     | Чемпіонат                   | Чемпіонат | Чемпіонат | Національний кубок | Національний кубок | Національний кубок | Континентальні кубки | Континентальні кубки | Континентальні кубки | Інші змагання | Інші змагання | Інші змагання | Усього | Усього |
| Сезон                       | Команда                     | Ліга                        | Ігор      | Голів     | Ліга               | Ігор               | Голів              | Ліга                 | Ігор                 | Голів                | Ліга          | Ігор          | Голів         | Ігор   | Голів  |
| --------------------------- | --------------------------- | --------------------------- | --------- | --------- | ------------------ | ------------------ | ------------------ | -------------------- | -------------------- | -------------------- | ------------- | ------------- | ------------- | ------ | ------ |
| 2006–07                     | «Дженоа»                    | B                           | 1         | 1         | КІ                 | 2                  | 0                  | -                    | -                    | -                    | -             | -             | -             | 3      | 1      |
| 2007–08                     | «Сієна»                     | A                           | 17        | 1         | КІ                 | 0                  | 0                  | -                    | -                    | -                    | -             | -             | -             | 17     | 1      |
| 2008-січ. 2009              | «Сієна»                     | A                           | 2         | 0         | КІ                 | 1                  | 0                  | -                    | -                    | -                    | -             | -             | -             | 3      | 0      |
| Усього за «Сієни»           | Усього за «Сієни»           | Усього за «Сієни»           | 19        | 1         |                    | 1                  | 0                  |                      | -                    | -                    |               | -             | -             | 20     | 1      |
| січ.-черв. 2009             | «Віченца»                   | B                           | 19        | 5         | КІ                 | -                  | -                  | -                    | -                    | -                    | -             | -             | -             | 19     | 5      |
| 2009–10                     | «Малага»                    | ПД                          | 19        | 1         | КІ                 | 1                  | 0                  | -                    | -                    | -                    | -             | -             | -             | 20     | 1      |
| 2010-січ. 2011              | «Удінезе»                   | A                           | 0         | 0         | КІ                 | 1                  | 0                  | -                    | -                    | -                    | -             | -             | -             | 1      | 0      |
| січ.-черв. 2011             | «Емполі»                    | B                           | 19        | 3         | КІ                 | -                  | -                  | -                    | -                    | -                    | -             | -             | -             | 19     | 3      |
| 2011–12                     | «Барі»                      | B                           | 28        | 2         | КІ                 | 2                  | 0                  | -                    | -                    | -                    | -             | -             | -             | 30     | 2      |
| 2012–13                     | «Вотфорд»                   | ЧФЛ                         | 28+3      | 8+0       | КА+КЛ              | 1+0                | 0                  | -                    | -                    | -                    | -             | -             | -             | 32     | 8      |
| 2013–14                     | «Вотфорд»                   | ЧФЛ                         | 29        | 7         | КА+КЛ              | 2+2                | 1+0                | -                    | -                    | -                    | -             | -             | -             | 33     | 8      |
| 2014–15                     | «Вотфорд»                   | ЧФЛ                         | 24        | 5         | КА+КЛ              | 1+1                | 0                  | -                    | -                    | -                    | -             | -             | -             | 26     | 5      |
| серп. 2015                  | «Вотфорд»                   | ПЛ                          | 0         | 0         | КА+КЛ              | 0+1                | 0                  | -                    | -                    | -                    | -             | -             | -             | 1      | 0      |
| Усього за «Вотфорд»         | Усього за «Вотфорд»         | Усього за «Вотфорд»         | 81+3      | 20+0      |                    | 8                  | 1                  |                      | -                    | -                    |               | -             | -             | 92     | 21     |
| 2015–16                     | «Шеффілд Венсдей»           | ЧФЛ                         | 36+3      | 15+0      | КА+КЛ              | 0+0                | 0                  | -                    | -                    | -                    | -             | -             | -             | 39     | 15     |
| 2016–17                     | «Шеффілд Венсдей»           | ЧФЛ                         | 35+2      | 12        | КА+КЛ              | 1+0                | 0                  | -                    | -                    | -                    | -             | -             | -             | 38     | 12     |
| 2017–18                     | «Шеффілд Венсдей»           | ЧФЛ                         | 10        | 5         | КА+КЛ              | 0+1                | 0                  | -                    | -                    | -                    | -             | -             | -             | 11     | 5      |
| 2018–19                     | «Шеффілд Венсдей»           | ЧФЛ                         | 25        | 6         | КА+КЛ              | 1+1                | 0                  | -                    | -                    | -                    | -             | -             | -             | 27     | 6      |
| 2019–20                     | «Шеффілд Венсдей»           | ЧФЛ                         | 17        | 2         | КА+КЛ              | 1+1                | 0                  | -                    | -                    | -                    | -             | -             | -             | 19     | 2      |
| Усього за «Шеффілд Венсдей» | Усього за «Шеффілд Венсдей» | Усього за «Шеффілд Венсдей» | 123+5     | 40+0      |                    | 6                  | 0                  |                      | -                    | -                    |               | -             | -             | 134    | 40     |
| 2020–21                     | «Удінезе»                   | A                           | 19        | 1         | КІ                 | 2                  | 1                  | -                    | -                    | -                    | -             | -             | -             | 21     | 2      |
| черв.-груд. 2021            | «Удінезе»                   | A                           | 4         | 2         | КІ                 | 2                  | 0                  | -                    | -                    | -                    | -             | -             | -             | 6      | 2      |
| Усього за «Удінезе»         | Усього за «Удінезе»         | Усього за «Удінезе»         | 23        | 3         |                    | 5                  | 1                  |                      |                      |                      |               |               |               | 28     | 4      |
| 2022                        | «Джохор Дарул Тазім»        | ЛС                          | 17        | 13        | -                  | -                  | -                  | -                    | -                    | -                    | -             | -             | -             | 17     | 13     |
| Усього за кар'єру           | Усього за кар'єру           | Усього за кар'єру           | 342+8     | 84        |                    | 25                 | 2                  |                      | -                    | -                    |               | -             | -             | 375    | 86     |

## Титули і досягнення
- Чемпіон Малайзії (2):

«Джохор Дарул Тазім»: 2022, 2023
- Володар Кубка Малайзії (2):

«Джохор Дарул Тазім»: 2022
- Володар Кубка Футбольної асоціації Малайзії (2):

«Джохор Дарул Тазім»: 2022, 2023
- Володар Суперкубка Малайзії (1):

«Джохор Дарул Тазім»: 2023